# Francis Griffin
Francis Griffin es un personaje ficticio de la serie de dibujos animados Padre de familia. Es el padre no biológico de Peter Griffin, personaje principal de la serie. Estuvo casado seguramente unos 40 o 50 años con Thelma Griffin hasta que ésta se separó de él por la poca satisfacción que sentía. Falleció a los 80 años de edad por politraumatismo, debido a que Peter cayó encima de él desde la escaleras de su casa por ir borracho encima de un monociclo vestido de payaso para animar la fiesta de cumpleaños de Meg.

## Biografía
Francis estuvo casado con Thelma Griffin entre unos 40 y 50 años aproximadamente. Sin embargo, Thelma ya estaba harta de que Francis le diera órdenes y terminó por separarse de él. Después de esto, Francis se va a vivir a una residencia de ancianos de Quahog. Esto se sabe porque en el capítulo Peter's Two Dads, Francis llega a casa de su hijo trayendo una galleta para el cumpleaños de Meg, afirmando que dicha galleta se la habían dado en la residencia. También se sabe esto porque cuando Peter va a pedir explicaciones acerca de su verdadero padre, Thelma vive supuestamente en la casa donde antes vivía también Francis.

### Religión
Francis era un católico extremista, empeñado en imponer sus creencias religiosas a toda su familia. Era un hombre que consideraba el descanso como pecado y odiaba a su nuera por el hecho de ser protestante. Sin embargo, en el capítulo The Father, the Son, and the Holy Fonz, donde Peter funda una religión basada en su serie de televisión favorita, Happy Days, Francis dice que esa religión era una abominación, pero al final del episodio se ve cómo le reza a una foto de Arthur Fonzarelli.

### Relación con Peter
Francis jamás mostró el menor cariño por Peter, seguramente porque ya sabía que realmente no era hijo suyo, dado que Peter revela en un flashback cuando este está en el psicólogo que cuando le regaló una tarjeta del día del padre Francis le dijo abiertamente no ser su padre. Peter buscó concienzudamente durante toda su vida obtener el aprecio, cariño y respeto de su padre. Sin embargo las últimas palabras de Francis al morir fueron: "Peter, eres un borracho gordo y apestoso". En el momento de su muerte Peter cae en una profunda depresión. Cuando Peter consigue convencer a su auténtico padre, Mickey McFinnigan, de que realmente lo era, Brian le recuerda que aunque Francis no era su auténtico padre, le había criado como tal, y eso significaba que realmente si que le quería, a pesar de haber sido tan cruel con él. Realmente, tal y como Francis dijo en su primera aparición en la serie, quería a Peter con toda su alma, pero el problema era que no le caía bien y no le gustaba nada de lo que había hecho en su vida.